# (4315) Pronik
(4315) Pronik – planetoida z pasa głównego asteroid okrążająca Słońce w ciągu 5,14 lat w średniej odległości 2,98 j.a. Odkrył ją Nikołaj Czernych 24 września 1979 roku w Krymskim Obserwatorium Astrofizycznym w Naucznym. Planetoida została nazwana na cześć Władimira Iwanowicza Pronika i jego żony Iraidy Iwanowny Pronik – astronomów z Krymskiego Obserwatorium Astrofizycznego.